# Olśnienie bezpośrednie
Olśnienie bezpośrednie (ang. direct glare) - olśnienie spowodowane przez świecące powierzchnie znajdujące się w polu widzenia.